# Setanta-cinc
El setanta-cinc és un nombre natural que segueix el setanta-quatre i precedeix el setanta-sis. S'escriu 75 o LXXV segons el sistema de numeració emprat.

## En altres dominis
- És el nombre atòmic del reni.
- Designa l'any 75 i el 75 aC.